# Regne de Limerick
El regne de Limerick va ser un petit però poderós enclavament nòrdic-gaèlic a Irlanda que apareix a la crònica del segle xii Cogad Gáedel re Gallaib (guerra dels irlandesos contra els estrangers) i d'altres escrits contemporanis com els Annals dels quatre mestres, Annals d'Inisfallen i Annals de Tigernach. La figura principal dels governants de Limerick a la fi del segle x va ser Ivar de Limerick (mort el 977), dit Ua hÍmair.
Els primers registres sobre incursions vikingues a Limerick es remunten l'any 845 als Annals d'Ulster, seguit d'envestides intermitents a la regió al llarg del segle ix, fins a l'arribada de Tomrair mac Ailchi que va fundar un establiment permanent el 922, llançant incursions al llarg de la ribera del riu Shannon, atacant els monestirs i d'altres llocs de culte cristians des de  Llac Derg fins Llac Ree. Dos anys més tard, els vikings del regne de Dublín, al comandament de Gofraid ua Ímair van atacar Limerick, però van ser rebutjats. La guerra entre vikings va durar fins al 937 quan els dublinesos, ara comandats per Olaf Guthfrithsson, van capturar Amlaíb Cenncairech i per alguna raó van destruir la seva flota. Amlaíb Cenncairech, no va ser el primer rei viking de Limerick, ja que anteriorment els annals citen la mort de Colla ua Báirid (mort el 932), rei de Limerick. A falta de registres sobre batalles, la interpretació històrica és que Amlaíb mac Gofraid va buscar aliança amb Amlaíb de Limerick pel seu conflicte amb Athelstan, que va desembocar a la batalla de Brunanburgh. La dècada entre 920 i 930 va ser el màxim apogeu del poder nòrdic-gaèlic a Irlanda i sol Limerick va arribar a rivalitzar seriosament amb Dublín.
La historiadora Mary Valante interpreta que el domini comercial en expansió dels vikings de Limerick, així com la seva regió i perifèria, va estar subjecte a la constància d'Ivar i les envestides del seu exèrcit de súaitrech (mercenaris) en competència amb el regne de Dublín. Valante ressalta que l'impost de capitació descrit en Cogad és molt semblant al que apareix al Lebor na gCeart (llibre de drets) i Leabhar Ua Maine (llibre dels Uí Maine) de Dublín. En qualsevol cas el poder econòmic a  Munster, a la vista de les troballes en plata, sembla que operava de forma diferent del comerç dels vikings de Dublín.
Poul Holm argumenta que el regne de Dublín, Limerick i el regne de Waterford, es poden classificar com ciutat estat com defineix Mogens Herman Hansen i el Copenhagen Polis Centre. Així i tot Dublin i Limerick es poden considerar les "places majors" del romanent de territoriss escandinaus. Limerick ja posseïa carrers en els temps d'Ivar, com es reporta a Cogad quan Mathgamain i els Dál gCais van construir la gran fortalesa després de la victòria a la batalla de Sulcoit.
Possiblement com a represàlia per instigar la traïció i mort de Mathgamain mac Cennetig l'any anterior, Ivar i dos dels seus fills, Amlaíb/Olaf ("Gos Salvatge") i Dubcenn ("Cap Fosca"), van ser assassinats en una emboscada per Brian Boru el 977 a Scattery Island.
Després de la mort d'Ivar, el seu fill Aralt mac Ímair, últim rei dels estrangers de  Munster, juntament amb el romanent del seu exèrcit, es va unir a Donnubán mac Cathail contra l'ofensiva de Brian Boru i els Dál gCais. Aralt va morir en la batalla de Cathair Quant (978), el que va comportar el definitiu punt final del poder nòrdic-gaèlic de Limerick que sorprenentment es va sostenir cinquanta-cinc anys des de l'arribada de Tomrair mac Ailchi el 922.